# 166
| [ Edytuj tabelę ] |                                                   |
| Cesarz Chin       | - 146 Han Huandi 168                              |
| Władca Korei      | - 165 Sindae 179                                  |
| Papież            | - 155 Anicet 166 - 166 Soter 175                  |
| Król Partów       | - 147 Wologazes IV 191                            |
| Cesarz Rzymu      | - 161 Marek Aureliusz 180 - 161 Lucjusz Werus 169 |

Rok 166 / CLXVI
stulecia: I wiek ~
II wiek ~
III wiek

lata: 156 «
161 «
162 «
163 «
164 «
165 «
166
» 167
» 168
» 169
» 170
» 171
» 176

## Wydarzenia
Azja
- Wg Księgi Późniejszych Hanów w tymże roku do Tonkinu dotarła delegacja z kraju Daqin wysłana przez władcę imieniem Āndūn, którego identyfikuje się z rzymskim cesarzem Markiem Aureliuszem[1].

Europa
- Markomanowie i Kwadowie najechali rzymskie prowincje, w następnym roku zaczęły się wojny markomańskie.
- Soter został dwunastym papieżem.

## Zmarli
- Anicet, papież.
- Wawrzyniec, biskup Bizancjum.